# Tischtennisweltmeisterschaft
Die Tischtennisweltmeisterschaften (TT-WM) finden jährlich statt, und zwar in den Jahren mit ungerader Jahreszahl die Einzel-Weltmeisterschaften und in den geraden Jahren die Mannschafts-Weltmeisterschaften. Veranstalter ist der Weltverband ITTF.
Bei jeder TT-WM tagt der ITTF-Kongress (Annual General Meeting = AGM) und berät über die Tischtennis-Regeln. Änderungen werden von diesem Gremium beschlossen.

## Geschichte
Die erste TT-WM wurde 1926 in London ausgespielt. Ab 1928 fand die WM in jedem Jahr statt. Wegen des Zweiten Weltkrieges wurde die WM von 1940 bis 1946 ausgesetzt. 1947 begann in Paris wieder der 1-Jahres-Rhythmus, ab 1957 setzte dann der 2-Jahres-Rhythmus ein. Bis zum Jahre 1997 fanden die Einzel- und Mannschaftsweltmeisterschaften gleichzeitig in einer Veranstaltung statt. Nach der durch die politischen Probleme zunächst abgesagten WM 1999 in Belgrad und der Trennung in zwei Veranstaltungen gab es dann Übergangslösungen. Seit 2003 werden die Einzel- und Mannschaftsweltmeisterschaften nunmehr getrennt ausgetragen, weil die gemeinsame Veranstaltung wegen steigender Teilnehmerzahlen nur noch schwer zu bewältigen war. In geraden Jahren findet die Mannschafts-WM statt, in ungeraden Jahren wird der Titel in den Individualwettbewerben ausgespielt.
Eine Sondersituation ergab sich 1999, als der Weltverband ITTF Jugoslawien die Durchführung der WM entzog, da es die Sicherheit der Teilnehmer wegen des Kosovokrieges gefährdet sah. Eindhoven übernahm kurzfristig die Ausrichtung der Individualwettbewerbe, die Mannschafts-WM wurde ein Jahr später in Kuala Lumpur nachgeholt.
1982 wurden erstmals Senioren-Weltmeisterschaften (World Veterans Table Tennis Championships) ausgetragen, 2003 fand erstmals eine Jugend-WM in Santiago, Chile, statt.
Da sich für die Veranstaltungen wegen der zunehmenden Masse der Teilnehmer nur noch wenige Nationen in der Lage sahen, eine WM auszurichten, beschloss der ITTF-Kongress 2018, die Teilnehmerzahlen zu begrenzen. Ab 2021 dürfen nur noch maximal 128 Männer und 128 Frauen sowie maximal 32 Mannschaften antreten. Dieser Beschluss sorgte für mehr Bewerbungen um die Ausrichtung.

## Nachkriegsdeutschland bei den Weltmeisterschaften
Nach dem Zweiten Weltkrieg war man in Deutschland zunächst mit dem Wiederaufbau des Tischtennisbetriebes und der Organisation beschäftigt. Dies geschah sowohl in der Bundesrepublik Deutschland als auch in der DDR. 1950 beantragten beide Sportverbände getrennt die Aufnahme in den Weltverband ITTF. Dieser Antrag wurde abgelehnt, der ITTF bestand auf einem einheitlichen Auftreten Deutschlands. Daraufhin bildete sich ein „gesamtdeutscher Ausschuss“, der 1951 erneut die ITTF-Mitgliedschaft beantragte. Dieser wurde bewilligt, nachdem Deutschland 120.000 französische Franc an den ITTF bezahlte als Entschädigung für den Corbillon-Pokal, den die deutsche Damenmannschaft bei der Weltmeisterschaft 1939 gewonnen hatte und der in den Kriegswirren unauffindbar verloren gegangen war.
Neben Gesamt-Deutschland wurde auch das Saarland als „goodstanding-Mitglied“ aufgenommen. So nahmen Deutschland und auch das Saarland erstmals nach dem Krieg bei der WM 1951 teil. Bis einschließlich 1957 trat Deutschland als Gesamtstaat auf, ehe 1958 Westdeutschland und die DDR getrennte Wege gingen. Beide wurden 1958 in den Weltverband ITTF aufgenommen.
Das Saarland trat noch bis zur WM 1955 eigenständig auf, ehe es 1956 in den Deutschen Tischtennis-Bund integriert wurde.

## Auszutragende Wettbewerbe
Bei einer TT-WM werden folgende Wettbewerbe ausgespielt:
- Mannschaften Herren
- Mannschaften Damen
- Herren Einzel
- Damen Einzel
- Herren Doppel
- Damen Doppel
- Mixed: Dies ist ein Wettbewerb mit gemischten Doppeln: Eine Spielerin und ein Spieler spielen zusammen Doppel.

## Pokale
Der Weltmeister im Herreneinzel erhält die St. Bride Vase, ein Pokal, der 1929 von C.Corti Woodcock (Mitglied des Londoner St. Bride Table Tennis Club und zeitweise Präsident des Englischen Tischtennisverbandes ETTA) gespendet wurde.
Seit 1931 erhält die Damen-Weltmeisterin im Einzel den G. Geist Preis, gestiftet von damaligen Präsidenten des ungarischen Tischtennisverbandes Gaspar Geist.
Die Titelgewinner im Herrendoppel werden mit dem Iran Cup geehrt, den 1947 der Schah von Persien spendete anlässlich der Aufnahme des Iranischen Tischtennisverbandes in den Weltverband ITTF.
1949 stellte William J. Pope, Ehrenpräsident des ITTF und langjähriger Sekretär des Englischen Tischtennisverbandes ETTA, die W. J. Pope Trophy für die Siegerinnen des Damendoppels zur Verfügung.
Zdeněk Heydušek (Präsident des ČSSR-Tischtennisverbandes) stiftete 1947 den Heydusek Prize für den Sieger des Mixedwettbewerbs.
Der Sieger des Herren-Mannschaftswettbewerbs erhält den Swaythling Cup. Diesen Pokal im Wert von 300 Pfund Sterling spendete (Dowager) Lady Gladys Goldsmid Montagu Swaythling (1879–1965), die Mutter des damaligen Turnierorganisators Ivor Montagu, und überreichte ihn bei der ersten WM 1926 in London persönlich an die siegreiche ungarische Mannschaft.
Die siegreiche Damenmannschaft erhält den Corbillon Cup – auch Coupe Marcel Corbillon –, benannt nach Marcel Corbillon, dem zeitweiligen Vorsitzenden der französischen TT-Föderation und bis 1957 Vizepräsidenten des ITTF. Der Corbillon-Cup wurde erstmals bei der WM 1934 in Paris ausgetragen.
Für eine Sonderveranstaltung während der WM gibt es den Jubiläums-Cup. An dieser Veranstaltung sind spielberechtigt alle nicht-spielenden Mannschaftskapitäne, alle Delegierten, alle Jurymitglieder sowie alle Aktive, die vor 21 Jahren bereits einmal an einer WM teilgenommen haben und an der aktuellen WM nicht mehr in den Einzelwettbewerben antreten. Gestiftet wurde dieser Pokal ebenfalls von Lady Gladys Goldsmid Montagu Swaythling.
Wenn die St. Bride Vase oder der G.Geist Preis dreimal in Folge oder viermal insgesamt gewonnen wurde, dann erhält der eine Nachbildung des Pokals in halber Größe. Diese Nachbildung kann er behalten.
Quellen
- ITTF-Museum
- Zeitschrift DTS, 1969/8 Ausgabe Süd-West Seite 32–34

## Senioren-WM
Seit 1982 finden alle zwei Jahre die Senioren-Weltmeisterschaften (bis 2023 im Oman World Veterans Table Tennis Championships, ab 2024 in Rom ITTF World Masters Table Tennis Championships) statt, die vom Swaythling Club International ins Leben gerufen wurden und jetzt von der International Table Tennis Federation organisiert werden. Spielberechtigt sind alle Spielerinnen und Spieler, die im Jahr der Veranstaltung mindestens 40 Jahre alt sind oder werden. Die Damen und Herren spielen seit der Veranstaltung 2023 im Oman in jeweils elf Altersklassen, den Seniorinnen und Senioren 40, 45, 50, 55, 60, 65, 70, 75, 80, 85 und 90 und älter im Einzel, im Doppel und ab 2024 auch im Gemischten Doppel um die Titel. Eine vorherige Qualifikation ist nicht erforderlich.
Die bisherigen Austragungsorte der Senioren-Weltmeisterschaften:
- 1. WM: Mai 1982 in Göteborg (Schweden): 450 Teilnehmer aus 21 Ländern
- 2. WM: Juni 1984 in Helsinki (Finnland): 650 Teilnehmer aus 38 Ländern
- 3. WM: Juni 1986 in Rimini (Italien): 1.100 Teilnehmer aus 38 Ländern
- 4. WM: Juni 1988 in Zagreb (Kroatien): 1.650 Teilnehmer aus 45 Ländern
- 5. WM: Juni 1990 in Baltimore (USA): 1.100 Teilnehmer aus 46 Ländern
- 6. WM: Juni 1992 in Dublin (Irland): 1.300 Teilnehmer aus 48 Ländern
- 7. WM: April 1994 in Melbourne (Australien): 1.800 Teilnehmer aus 49 Ländern
- 8. WM: Juni 1996 in Lillehammer (Norwegen): 1.950 Teilnehmer aus 49 Ländern
- 9. WM: 17. bis 27. Juni 1998 in Manchester (England): 1.400 Teilnehmer aus 53 Ländern
- 10. WM: 21. bis 27. Mai 2000 in Vancouver (Kanada): 1.850 Teilnehmer aus 57 Ländern
- 11. WM: Juni 2002 in Luzern (Schweiz): 2.750 Teilnehmer aus 63 Ländern
- 12. WM: 30. Mai bis 5. Juni 2004 in Yokohama (Japan): 2.384 Teilnehmer aus 47 Ländern
- 13. WM: 15. bis 20. Mai 2006 in Bremen (Deutschland): 3.650 Teilnehmer aus 59 Ländern
- 14. WM: 24. bis 30. Mai 2008 in Rio de Janeiro (Brasilien): 1.378 Teilnehmer aus 52 Ländern
- 15. WM: 7. bis 12. Juni 2010 in Hohhot (China): 2.065 Teilnehmer aus 51 Ländern
- 16. WM: 25. Juni bis 1. Juli 2012 in Stockholm (Schweden)
- 17. WM: 12. bis 17. Mai 2014 in Auckland (Neuseeland)
- 18. WM: 23. bis 29. Mai 2016 in Alicante und Elche (Spanien)
- 19. WM: 18. bis 23. Juni 2018 in Las Vegas (USA)
- 8. bis 14. Juni 2020 in Bordeaux (Frankreich) – abgesagt wegen der COVID-19-Pandemie
- 26. April bis 2. Mai 2021 in Bordeaux (Frankreich) – erneut abgesagt wegen der COVID-19-Pandemie
- 20. WM: 16. bis 21. Januar 2023 in Maskat (Oman)
- 21. WM: 6. bis 14. Juli 2024 in Rom (Italien)

Zukünftige Austragungsorte der Senioren-Weltmeisterschaften:
- 22. WM: Mai oder Juni 2026 in Gangneung (Südkorea)

Liste der Tischtennisseniorenweltmeister

## Grobe Epocheneinteilung nachVorherrschaftder Nationen
Betrachtet man untenstehende Übersicht, dann kann man grob folgende Epochen nach Vorherrschaft erkennen:
- bis 1953 Europa (bei den Herren Ungarn)
- 1954–1959 Japan
- 1961–1971 China bei den Herren, Japan bei den Damen
- 1975–1987 China
- 1989–1993 Schweden bei den Herren
- seit 1997 China

## Übersicht über alle Tischtennisweltmeisterschaften
Siehe auch: Liste der Weltmeister im Tischtennis
| Jahr | Ort            | Land                   | Team Herren                         | Team Damen                          | Herren Einzel                       | Damen Einzel                        | Herren Doppel                       | Damen Doppel                        | Mixed                               |
| ---- | -------------- | ---------------------- | ----------------------------------- | ----------------------------------- | ----------------------------------- | ----------------------------------- | ----------------------------------- | ----------------------------------- | ----------------------------------- |
| 1926 | London         | Vereinigtes Königreich | Ungarn                              | n. a.                               | Roland Jacobi                       | Mária Mednyánszky                   | Roland Jacobi Dániel Pécsi          | n. a.                               | Zoltán Mechlovits Mária Mednyánszky |
| 1928 | Stockholm      | Schweden               | Ungarn                              | n. a.                               | Zoltán Mechlovits                   | Mária Mednyánszky                   | Alfred Liebster Robert Thum         | Fanchette Flamm Mária Mednyánszky   | Zoltán Mechlovits Mária Mednyánszky |
| 1929 | Budapest       | Ungarn                 | Ungarn                              | n. a.                               | Fred Perry                          | Mária Mednyánszky                   | Victor Barna Miklós Szabados        | Erika Metzger Mona Rüster           | István Kelen Anna Sipos             |
| 1930 | Berlin         | Deutsches Reich        | Ungarn                              | n. a.                               | Victor Barna                        | Mária Mednyánszky                   | Victor Barna Miklós Szabados        | Anna Sipos Mária Mednyánszky        | Miklós Szabados Mária Mednyánszky   |
| 1931 | Budapest       | Ungarn                 | Ungarn                              | n. a.                               | Miklós Szabados                     | Mária Mednyánszky                   | Victor Barna Miklós Szabados        | Anna Sipos Mária Mednyánszky        | Miklós Szabados Mária Mednyánszky   |
| 1932 | Prag           | ČSR                    | ČSR                                 | n. a.                               | Victor Barna                        | Anna Sipos                          | Victor Barna Miklós Szabados        | Anna Sipos Mária Mednyánszky        | Victor Barna Anna Sipos             |
| 1933 | Baden          | Österreich             | Ungarn                              | n. a.                               | Victor Barna                        | Anna Sipos                          | Victor Barna Sándor Glancz          | Anna Sipos Mária Mednyánszky        | István Kelen Mária Mednyánszky      |
| 1934 | Paris          | Frankreich             | Ungarn                              | Deutsches Reich                     | Victor Barna                        | Marie Kettnerová                    | Victor Barna Miklós Szabados        | Anna Sipos Mária Mednyánszky        | Miklós Szabados Mária Mednyánszky   |
| 1935 | Wembley        | Vereinigtes Königreich | Ungarn                              | ČSR                                 | Victor Barna                        | Marie Kettnerová                    | Victor Barna Miklós Szabados        | Anna Sipos Mária Mednyánszky        | Victor Barna Anna Sipos             |
| 1936 | Prag           | ČSR                    | Österreich                          | ČSR                                 | Stanislav Kolář                     | Ruth Hughes Aarons                  | Buddy Blattner James McClure        | Marie Kettnerová Marie Šmídová      | Miloslav Hamr Gertrude Kleinová     |
| 1937 | Baden          | Österreich             | USA                                 | USA                                 | Richard Bergmann                    | Trude Pritzi Ruth Hughes Aarons     | Buddy Blattner James McClure        | Vlasta Depetrisová Věra Votrubcová  | Bohumil Váňa Věra Votrubcová        |
| 1938 | Wembley        | Vereinigtes Königreich | Ungarn                              | ČSR                                 | Bohumil Váňa                        | Trude Pritzi                        | Sol Schiff James McClure            | Vlasta Depetrisová Věra Votrubcová  | László Bellák Wendy Woodhead        |
| 1939 | Kairo          | Ägypten                | ČSR                                 | Deutsches Reich                     | Richard Bergmann                    | Vlasta Depetrisová                  | Victor Barna Richard Bergmann       | Hilde Bussmann Gertrude Pritzi      | Bohumil Váňa Věra Votrubcová        |
| 1947 | Paris          | Frankreich             | ČSSR                                | England                             | Bohumil Váňa                        | Gizella Farkas                      | Adolf Šlár Bohumil Váňa             | Gizella Farkas Gertrude Pritzi      | Ferenc Soós Gizella Farkas          |
| 1948 | Wembley        | Vereinigtes Königreich | ČSSR                                | England                             | Richard Bergmann                    | Gizella Farkas                      | Ladislav Štípek Bohumil Váňa        | Margaret Franks Vera Thomas         | Dick Miles Thelma Thall             |
| 1949 | Stockholm      | Schweden               | Ungarn                              | USA                                 | Johnny Leach                        | Gizella Farkas                      | Ivan Andreadis František Tokár      | Gizella Farkas Helen Elliot         | Ferenc Sidó Gizella Farkas          |
| 1950 | Budapest       | Ungarn                 | ČSSR                                | Rumänien                            | Richard Bergmann                    | Angelica Rozeanu                    | Ferenc Sidó Ferenc Soós             | Dóra Beregi Helen Elliot            | Ferenc Sidó Gizella Farkas          |
| 1951 | Wien           | Österreich             | ČSSR                                | Rumänien                            | Johnny Leach                        | Angelica Rozeanu                    | Ivan Andreadis Bohumil Váňa         | Diane Rowe Rosalind Rowe            | Bohumil Váňa Angelica Rozeanu       |
| 1952 | Bombay         | Indien                 | Ungarn                              | Japan                               | Hiroji Satō                         | Angelica Rozeanu                    | Norikazu Fujii Tadaaki Hayashi      | Shizuka Narahara Tomie Nishimura    | Ferenc Sidó Angelica Rozeanu        |
| 1953 | Bukarest       | Rumänien               | England                             | Rumänien                            | Ferenc Sidó                         | Angelica Rozeanu                    | Ferenc Sidó József Kóczián          | Gizella Gervai Angelica Rozeanu     | Ferenc Sidó Angelica Rozeanu        |
| 1954 | Wembley        | Vereinigtes Königreich | Japan                               | Japan                               | Ichirō Ogimura                      | Angelica Rozeanu                    | Žarko Dolinar Vilim Harangozo       | Diane Rowe Rosalind Rowe            | Ivan Andreadis Gizella Gervai       |
| 1955 | Utrecht        | Niederlande            | Japan                               | Rumänien                            | Toshiaki Tanaka                     | Angelica Rozeanu                    | Ivan Andreadis Ladislav Štípek      | Ella Zeller Angelica Rozeanu        | Kálmán Szepesi Éva Kóczián          |
| 1956 | Tokio          | Japan                  | Japan                               | Rumänien                            | Ichirō Ogimura                      | Tomi Ōkawa                          | Ichirō Ogimura Yoshio Tomita        | Ella Zeller Angelica Rozeanu        | Erwin Klein Leah Neuberger          |
| 1957 | Stockholm      | Schweden               | Japan                               | Japan                               | Toshiaki Tanaka                     | Fujie Eguchi                        | Ivan Andreadis Ladislav Štípek      | Lívia Mossóczy Agnes Simon          | Ichirō Ogimura Fujie Eguchi         |
| 1959 | Dortmund       | BR Deutschland         | Japan                               | Japan                               | Jung Kuo-Tuan                       | Kimiyo Matsuzaki                    | Ichirō Ogimura Teruo Murakami       | Taeko Namba Kazuko Yamaizumi        | Ichirō Ogimura Fujie Eguchi         |
| 1961 | Peking         | VR China               | VR China                            | Japan                               | Chuang Tse-Tung                     | Qiu Zhonghui                        | Nobuya Hoshino Kōji Kimura          | Georgita Pitica Maria Alexandru     | Ichirō Ogimura Kimiyo Matsuzaki     |
| 1963 | Prag           | ČSSR                   | VR China                            | Japan                               | Chuang Tse-Tung                     | Kimiyo Matsuzaki                    | Xu Yinsheng Zhang Xielin            | Kimiyo Matsuzaki Masako Seki        | Kōji Kimura Kazuko Itō              |
| 1965 | Ljubljana      | Jugoslawien            | VR China                            | VR China                            | Chuang Tse-Tung                     | Naoko Fukazu                        | Wang Zhiliang Zhuang Zedong         | Lin Huiqing Zheng Minzhi            | Kōji Kimura Masako Seki             |
| 1967 | Stockholm      | Schweden               | Japan                               | Japan                               | Nobuhiko Hasegawa                   | Sachiko Morisawa                    | Hans Alsér Kjell Johansson          | Saeko Hirota Sachiko Morisawa       | Nobuhiko Hasegawa Noriko Yamanaka   |
| 1969 | München        | BR Deutschland         | Japan                               | UdSSR                               | Shigeo Itō                          | Toshiko Kowada                      | Hans Alsér Kjell Johansson          | Swetlana Grinberg Soja Rudnowa      | Nobuhiko Hasegawa Yasuko Konno      |
| 1971 | Nagoya         | Japan                  | VR China                            | Japan                               | Stellan Bengtsson                   | Lin Hui-Ching                       | István Jónyer Tibor Klampár         | Lin Huiqing Zheng Minzhi            | Zhang Xielin Lin Huiqing            |
| 1973 | Sarajevo       | Jugoslawien            | Schweden                            | Südkorea                            | Hsi En-Ting                         | Hu Yulan                            | Stellan Bengtsson Kjell Johansson   | Miho Hamada Maria Alexandru         | Liang Geliang Li Li                 |
| 1975 | Kalkutta       | Indien                 | VR China                            | VR China                            | István Jónyer                       | Pak Yung-sun                        | István Jónyer Gábor Gergely         | Shoko Takahashi Maria Alexandru     | Stanislaw Gomoskow Tatjana Ferdman  |
| 1977 | Birmingham     | Vereinigtes Königreich | VR China                            | VR China                            | Mitsuru Kōno                        | Pak Yung-sun                        | Li Zhenshi Liang Geliang            | Yang Ying Pak Yong-ok               | Jacques Secrétin Claude Bergeret    |
| 1979 | Pjöngjang      | Nordkorea              | Ungarn                              | VR China                            | Seiji Ono                           | Ge Xinai                            | Antun Stipančić Dragutin Šurbek     | Zhang Deying Zhang Li               | Liang Geliang Ge Xinai              |
| 1981 | Novi Sad       | Jugoslawien            | VR China                            | VR China                            | Guo Yuehua                          | Tong Ling                           | Li Zhenshi Cai Zhenhua              | Zhang Deying Cao Yanhua             | Xie Saike Huang Junqun              |
| 1983 | Tokio          | Japan                  | VR China                            | VR China                            | Guo Yuehua                          | Cao Yanhua                          | Zoran Kalinić Dragutin Šurbek       | Dai Lili Shen Jianping              | Guo Yuehua Ni Xialian               |
| 1985 | Göteborg       | Schweden               | VR China                            | VR China                            | Jiang Jialiang                      | Cao Yanhua                          | Mikael Appelgren Ulf Carlsson       | Dai Lili Geng Lijuan                | Cai Zhenhua Cao Yanhua              |
| 1987 | Neu-Delhi      | Indien                 | VR China                            | VR China                            | Jiang Jialiang                      | He Zhili                            | Chen Longcan Wei Qingguang          | Hyun Jung-hwa Yang Young-ja         | Hui Jun Geng Lijuan                 |
| 1989 | Dortmund       | BR Deutschland         | Schweden                            | VR China                            | Jan-Ove Waldner                     | Qiao Hong                           | Steffen Fetzner Jörg Roßkopf        | Deng Yaping Qiao Hong               | Yoo Nam-kyu Hyun Jung-hwa           |
| 1991 | Chiba          | Japan                  | Schweden                            | Korea                               | Jörgen Persson                      | Deng Yaping                         | Peter Karlsson Thomas von Scheele   | Chen Zihe Gao Jun                   | Wang Tao Liu Wei                    |
| 1993 | Göteborg       | Schweden               | Schweden                            | VR China                            | Jean-Philippe Gatien                | Jung Hwa Hyun                       | Lü Lin Wang Tao                     | Liu Wei Qiao Yunping                | Wang Tao Liu Wei                    |
| 1995 | Tianjin        | VR China               | VR China                            | VR China                            | Kong Linghui                        | Deng Yaping                         | Lü Lin Wang Tao                     | Deng Yaping Qiao Hong               | Wang Tao Liu Wei                    |
| 1997 | Manchester     | Vereinigtes Königreich | VR China                            | VR China                            | Jan-Ove Waldner                     | Deng Yaping                         | Kong Linghui Liu Guoliang           | Deng Yaping Yang Ying               | Liu Guoliang Wu Na                  |
| 1999 | Eindhoven      | Niederlande            | n. a.                               | n. a.                               | Liu Guoliang                        | Wang Nan                            | Kong Linghui Liu Guoliang           | Li Ju Wang Nan                      | Ma Lin Zhang Yingying               |
| 2000 | Kuala Lumpur   | Malaysia               | Schweden                            | VR China                            | n. a.                               | n. a.                               | n. a.                               | n. a.                               | n. a.                               |
| 2001 | Osaka          | Japan                  | VR China                            | VR China                            | Wang Liqin                          | Wang Nan                            | Wang Liqin Yan Sen                  | Li Ju Wang Nan                      | Qin Zhijian Yang Ying               |
| 2003 | Paris          | Frankreich             | n. a.                               | n. a.                               | Werner Schlager                     | Wang Nan                            | Wang Liqin Yan Sen                  | Zhang Yining Wang Nan               | Ma Lin Wang Nan                     |
| 2004 | Doha           | Katar                  | VR China                            | VR China                            | n. a.                               | n. a.                               | n. a.                               | n. a.                               | n. a.                               |
| 2005 | Shanghai       | VR China               | n. a.                               | n. a.                               | Wang Liqin                          | Zhang Yining                        | Kong Linghui Wang Hao               | Zhang Yining Wang Nan               | Wang Liqin Guo Yue                  |
| 2006 | Bremen         | Deutschland            | VR China                            | VR China                            | n. a.                               | n. a.                               | n. a.                               | n. a.                               | n. a.                               |
| 2007 | Zagreb         | Kroatien               | n. a.                               | n. a.                               | Wang Liqin                          | Guo Yue                             | Chen Qi Ma Lin                      | Zhang Yining Wang Nan               | Wang Liqin Guo Yue                  |
| 2008 | Guangzhou      | VR China               | VR China                            | VR China                            | n. a.                               | n. a.                               | n. a.                               | n. a.                               | n. a.                               |
| 2009 | Yokohama       | Japan                  | n. a.                               | n. a.                               | Wang Hao                            | Zhang Yining                        | Chen Qi Wang Hao                    | Guo Yue Li Xiaoxia                  | Li Ping Cao Zhen                    |
| 2010 | Moskau         | Russland               | VR China                            | Singapur                            | n. a.                               | n. a.                               | n. a.                               | n. a.                               | n. a.                               |
| 2011 | Rotterdam      | Niederlande            | n. a.                               | n. a.                               | Zhang Jike                          | Ding Ning                           | Ma Long Xu Xin                      | Guo Yue Li Xiaoxia                  | Zhang Chao Cao Zhen                 |
| 2012 | Dortmund       | Deutschland            | VR China                            | VR China                            | n. a.                               | n. a.                               | n. a.                               | n. a.                               | n. a.                               |
| 2013 | Paris          | Frankreich             | n. a.                               | n. a.                               | Zhang Jike                          | Li Xiaoxia                          | Chen Chien-An Chuang Chih-Yuan      | Guo Yue Li Xiaoxia                  | Kim Hyok-bong Kim Jong              |
| 2014 | Tokio          | Japan                  | VR China                            | VR China                            | n. a.                               | n. a.                               | n. a.                               | n. a.                               | n. a.                               |
| 2015 | Suzhou         | VR China               | n. a.                               | n. a.                               | Ma Long                             | Ding Ning                           | Zhang Jike Xu Xin                   | Liu Shiwen Zhu Yuling               | Xu Xin Yang Ha-eun                  |
| 2016 | Kuala Lumpur   | Malaysia               | VR China                            | VR China                            | n. a.                               | n. a.                               | n. a.                               | n. a.                               | n. a.                               |
| 2017 | Düsseldorf     | Deutschland            | n. a.                               | n. a.                               | Ma Long                             | Ding Ning                           | Fan Zhendong Xu Xin                 | Ding Ning Liu Shiwen                | Maharu Yoshimura Kasumi Ishikawa    |
| 2018 | Halmstad       | Schweden               | VR China                            | VR China                            | n. a.                               | n. a.                               | n. a.                               | n. a.                               | n. a.                               |
| 2019 | Budapest       | Ungarn                 | n. a.                               | n. a.                               | Ma Long                             | Liu Shiwen                          | Ma Long Wang Chuqin                 | Sun Yingsha Wang Manyu              | Xu Xin Liu Shiwen                   |
| 2020 | Busan          | Südkorea               | wegen COVID-19-Pandemie ausgefallen | wegen COVID-19-Pandemie ausgefallen | wegen COVID-19-Pandemie ausgefallen | wegen COVID-19-Pandemie ausgefallen | wegen COVID-19-Pandemie ausgefallen | wegen COVID-19-Pandemie ausgefallen | wegen COVID-19-Pandemie ausgefallen |
| 2021 | Houston        | USA                    | n. a.                               | n. a.                               | Fan Zhendong                        | Wang Manyu                          | Mattias Falck Kristian Karlsson     | Sun Yingsha Wang Manyu              | Wang Chuqin Sun Yingsha             |
| 2022 | Chengdu        | VR China               | VR China                            | VR China                            | n. a.                               | n. a.                               | n. a.                               | n. a.                               | n. a.                               |
| 2023 | Durban         | Südafrika              | n. a.                               | n. a.                               | Fan Zhendong                        | Sun Yingsha                         | Fan Zhendong Wang Chuqin            | Wang Yidi Chen Meng                 | Wang Chuqin Sun Yingsha             |
| 2024 | Busan          | Südkorea               | VR China                            | VR China                            | n. a.                               | n. a.                               | n. a.                               | n. a.                               | n. a.                               |
| 2025 | Doha           | Katar                  | n. a.                               | n. a.                               | Wang Chuqin                         | Sun Yingsha                         | Hiroto Shinozuka Shunsuke Togami    | Wang Manyu Kuai Man                 | Wang Chuqin Sun Yingsha             |
| 2026 | London         | Vereinigtes Königreich |                                     |                                     | n. a.                               | n. a.                               | n. a.                               | n. a.                               | n. a.                               |
| 2027 | Astana         | Kasachstan             | n. a.                               | n. a.                               |                                     |                                     |                                     |                                     |                                     |
| 2028 | Fukuoka        | Japan                  |                                     |                                     | n. a.                               | n. a.                               | n. a.                               | n. a.                               | n. a.                               |
| 2029 | Rio de Janeiro | Brasilien              | n. a.                               | n. a.                               |                                     |                                     |                                     |                                     |                                     |

## Medaillenspiegel
Stand: nach WM 2025
| Rang | Land                                                         | Gold | Silber | Bronze | Gesamt |
| ---- | ------------------------------------------------------------ | ---- | ------ | ------ | ------ |
| 1    | Volksrepublik China                                          | 162  | 106    | 170    | 438    |
| 2    | Ungarn                                                       | 68   | 59,5   | 75,5   | 203    |
| 3    | Japan                                                        | 49   | 43     | 77,5   | 169,5  |
| 4    | Tschechoslowakei                                             | 28   | 33,5   | 59     | 120,5  |
| 5    | Rumänien                                                     | 17   | 11     | 19     | 47     |
| 6    | Schweden                                                     | 15   | 13     | 17,5   | 45,5   |
| 7    | England                                                      | 14   | 26,5   | 56,5   | 96     |
| 8    | Vereinigte Staaten                                           | 10   | 2      | 20,5   | 32,5   |
| 9    | Österreich                                                   | 7    | 15     | 35,5   | 57,5   |
| 10   | Südkorea                                                     | 5    | 18     | 47     | 70     |
| 11   | Deutschland, BR Deutschland, Deutsche Demokratische Republik | 5    | 17,5   | 24,5   | 47     |
| 12   | Nordkorea                                                    | 4    | 9      | 13     | 26     |
| 13   | Jugoslawien                                                  | 3    | 11     | 13,5   | 26,5   |
| 14   | Sowjetunion                                                  | 3    | 4      | 7      | 14     |
| 15   | Frankreich                                                   | 2    | 4      | 21     | 27     |
| 16   | Chinesisch Taipeh                                            | 1    | 4      | 8,5    | 13,5   |
| 17   | Singapur                                                     | 1    | 2      | 5      | 8      |
| 18   | Schottland                                                   | 1    | 1      | 2      | 4      |
| 19   | Polen                                                        | 0    | 3,5    | 7,5    | 11     |
| 20   | Hongkong                                                     | 0    | 2      | 25,5   | 27,5   |
| 21   | Belgien                                                      | 0    | 2      | 1      | 3      |
| 22   | Wales                                                        | 0    | 1,5    | 2,5    | 4      |
| 23   | Belarus                                                      | 0    | 1,5    | 1,5    | 3      |
| 24   | Brasilien                                                    | 0    | 1      | 0      | 1      |
| 25   | Kroatien                                                     | 0    | 0,5    | 2,5    | 3      |
| 26   | Luxemburg                                                    | 0    | 0,5    | 1      | 1,5    |
| 27   | Spanien                                                      | 0    | 0,5    | 0,5    | 1      |
| 28   | Ägypten                                                      | 0    | 0      | 2,5    | 2,5    |
| 29   | Indien                                                       | 0    | 0      | 2      | 2      |
| 30   | Griechenland                                                 | 0    | 0      | 1,5    | 1,5    |
| 31   | Dänemark                                                     | 0    | 0      | 1      | 1      |
| 32   | Vietnam                                                      | 0    | 0      | 1      | 1      |
| 33   | Italien                                                      | 0    | 0      | 1      | 1      |
| 34   | Portugal                                                     | 0    | 0      | 1      | 1      |
| 35   | Lettland                                                     | 0    | 0      | 1      | 1      |
| 36   | Niederlande                                                  | 0    | 0      | 0,5    | 0,5    |

## Erfolgreichste Medaillengewinner
| Platz | Name                         | Land                   | Von  | Bis  | Goldmedaille | Silbermedaille | Bronzemedaille | Gesamt |
| ----- | ---------------------------- | ---------------------- | ---- | ---- | ------------ | -------------- | -------------- | ------ |
| 01    | Victor Barna                 | Ungarn                 | 1929 | 1954 | 22           | 7              | 12             | 41     |
| 02    | Mária Mednyánszky            | Ungarn                 | 1926 | 1936 | 18           | 6              | 4              | 28     |
| 03    | Angelica Rozeanu             | Rumänien               | 1937 | 1957 | 17           | 5              | 8              | 30     |
| 04    | Wang Nan                     | Volksrepublik China    | 1997 | 2008 | 15           | 3              | 2              | 20     |
| 05    | Ma Long                      | Volksrepublik China    | 2006 | 2024 | 15           | 1              | 4              | 20     |
| 06    | Miklós Szabados              | Ungarn                 | 1929 | 1937 | 14           | 7              | 2              | 23     |
| 07    | Bohumil Váňa                 | Tschechoslowakei       | 1935 | 1955 | 13           | 9              | 7              | 29     |
| 08    | Ichirō Ogimura               | Japan                  | 1954 | 1965 | 12           | 5              | 3              | 20     |
| 09    | Wang Liqin                   | Volksrepublik China    | 1997 | 2013 | 11           | 4              | 5              | 20     |
| 010   | Gizella Lantos-Gervai-Farkas | Ungarn                 | 1947 | 1959 | 10           | 9              | 8              | 27     |
| 011   | Anna Sipos                   | Ungarn                 | 1929 | 1935 | 10           | 6              | 4              | 20     |
| 012   | Guo Yue                      | Volksrepublik China    | 2003 | 2013 | 10           | 4              | 2              | 16     |
| 013   | Zhang Yining                 | Volksrepublik China    | 1999 | 2009 | 10           | 2              | 4              | 16     |
| 014   | Ivan Andreadis               | Tschechoslowakei       | 1947 | 1957 | 9            | 10             | 8              | 27     |
| 015   | Ferenc Sidó                  | Ungarn                 | 1947 | 1961 | 9            | 9              | 8              | 26     |
| 016   | Ma Lin                       | Volksrepublik China    | 1999 | 2013 | 9            | 7              | 4              | 20     |
| 017   | Li Xiaoxia                   | Volksrepublik China    | 2006 | 2016 | 9            | 5              | 2              | 16     |
| 018   | Deng Yaping                  | Volksrepublik China    | 1989 | 1997 | 9            | 5              | -              | 14     |
| 019   | Wang Hao                     | Volksrepublik China    | 2003 | 2014 | 9            | 4              | 2              | 15     |
| 020   | Kong Linghui                 | Volksrepublik China    | 1995 | 2005 | 8            | 6              | 2              | 16     |
| 021   | Zoltán Mechlovits            | Ungarn                 | 1926 | 1931 | 8            | 2              | 3              | 13     |
| 022   | László Bellák                | Ungarn                 | 1928 | 1938 | 7            | 9              | 5              | 21     |
| 023   | Richard Bergmann             | Österreich und England | 1936 | 1955 | 7            | 6              | 9              | 22     |
| 024   | István Kelen                 | Ungarn                 | 1929 | 1936 | 7            | 5              | 2              | 14     |
| 025   | Liu Guoliang                 | Volksrepublik China    | 1993 | 1999 | 7            | 4              | 3              | 14     |
| 026   | Cao Yanhua                   | Volksrepublik China    | 1979 | 1985 | 7            | 2              | 2              | 11     |
| 027   | Kimiyo Matsuzaki             | Japan                  | 1959 | 1963 | 7            | 2              | 1              | 10     |
| 027   | Wang Tao                     | Volksrepublik China    | 1991 | 1997 | 7            | 2              | 1              | 10     |
| 029   | Zhang Jike                   | Volksrepublik China    | 2009 | 2016 | 7            | 1              | 3              | 11     |
| 030   | Fan Zhendong                 | Volksrepublik China    | 2014 | 2024 | 7            | 1              | 1              | 9      |
| 031   | Jan-Ove Waldner              | Schweden               | 1983 | 2001 | 6            | 7              | 3              | 16     |
| 032   | Marie Kettnerová             | Tschechoslowakei       | 1934 | 1950 | 6            | 5              | 11             | 22     |